# Richmond Hill (Ontário)

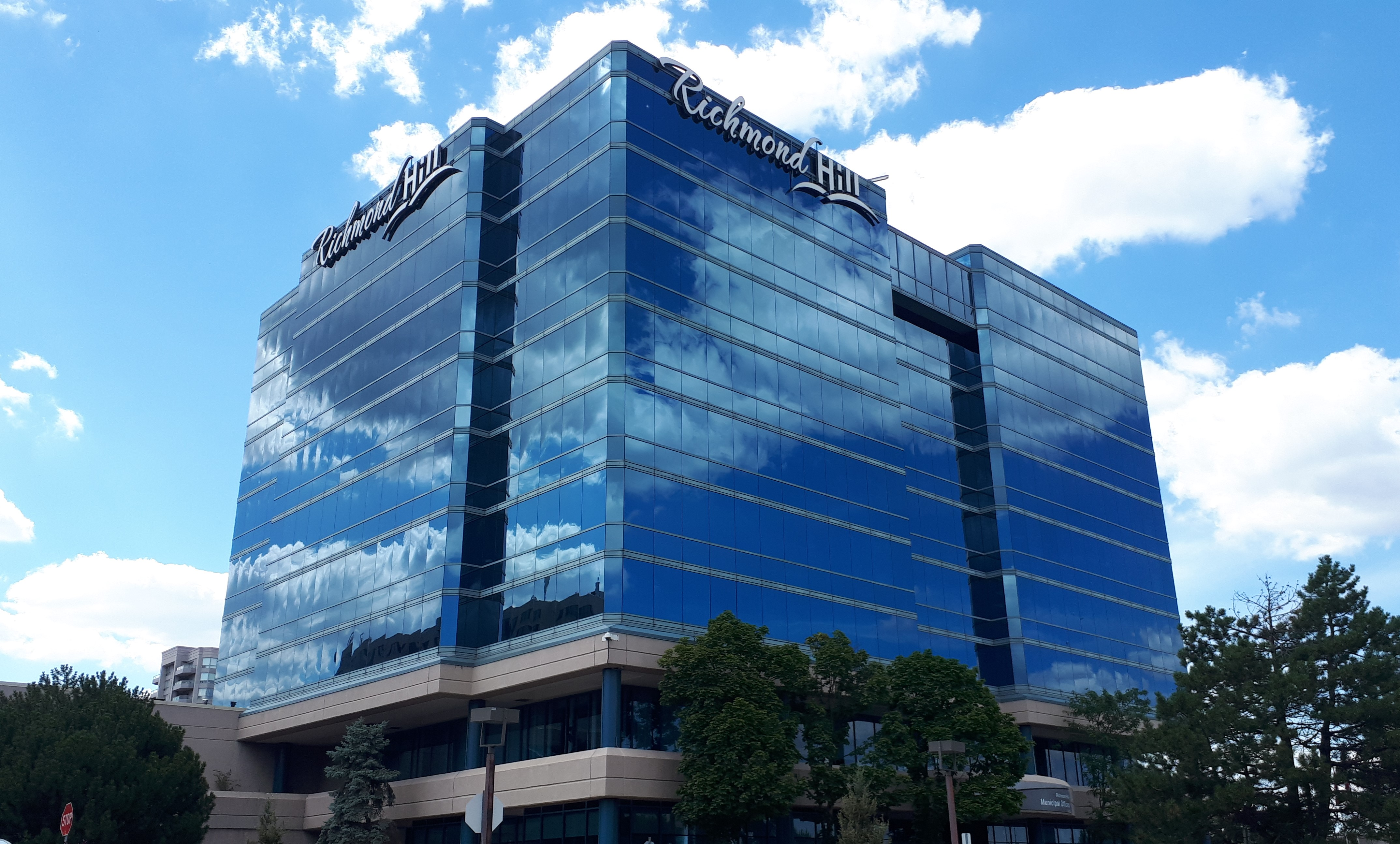
Richmond Hill (Ontário)

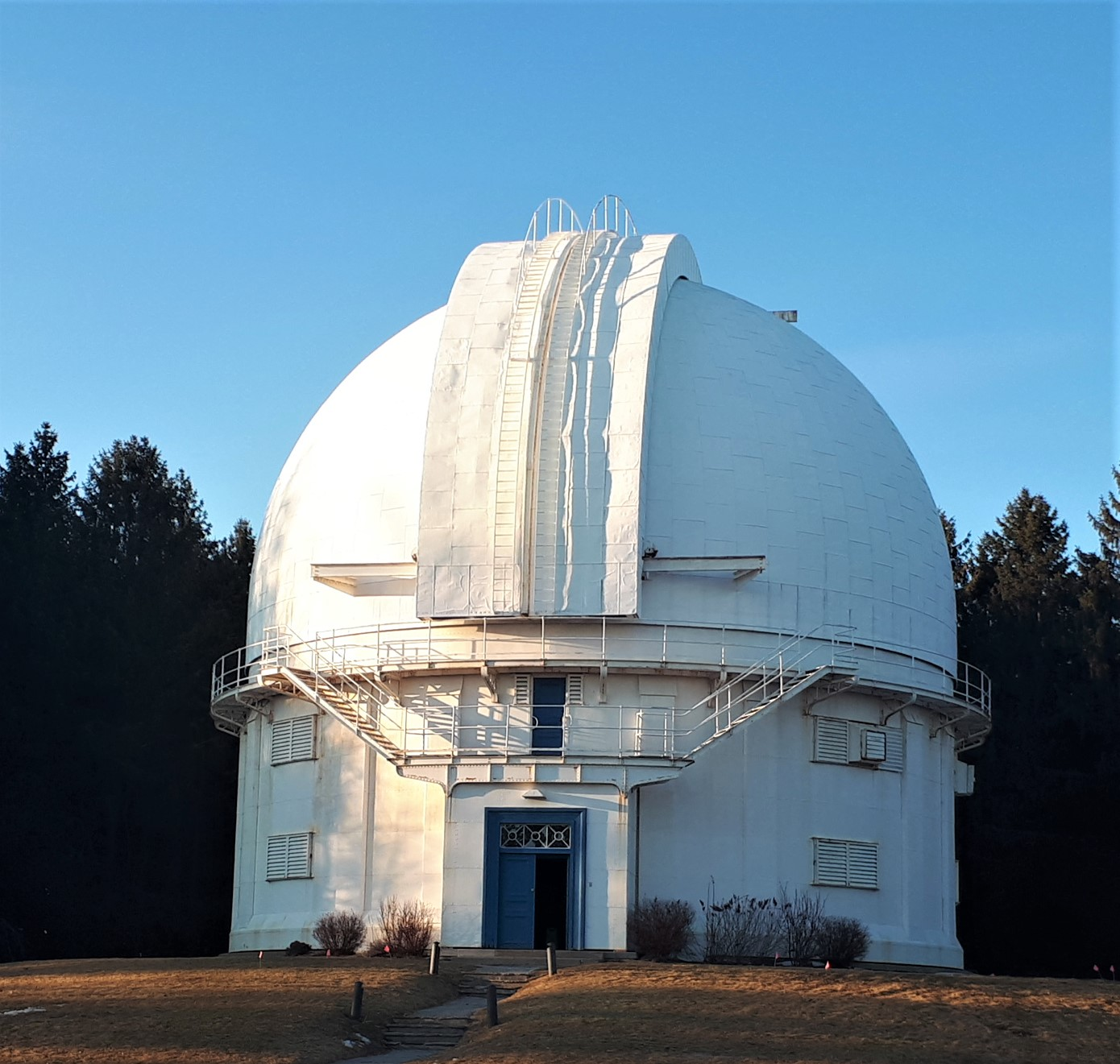
Observatório David Dunlap, Richmond Hill (Ontário)

Richmond Hill é uma cidade da província canadense de Ontário, e parte da zona metropolitana de Toronto. Possui uma população de aproximadamente 130 mil habitantes.